# Prague Tigers
Prague Tigers je pražský florbalový klub založený v roce 2000.
Klub působí v severovýchodní části Prahy, s centrem v Čakovicích, a v okolních okresech. V současné podobě vznikl v roce 2017 po postupném slučování několika pražských týmů, včetně Athletics Praha, od kterého převzal účast v elitních soutěžích.
Ženský tým byl založen v roce 2011 ještě v rámci klubu Athletics Praha. Od sezóny 2019/2020 hraje pod názvem Prague Tigers Nehvizdy 1. ligu žen (tedy druhou nejvyšší soutěž). Největším úspěchem týmu je účast v prvoligovém semifinále v sezónách 2021/2022, 2022/2023 a 2024/2025. V letech 2023 a 2024 se ženy probojovaly do čtvrtfinále Poháru. V roce 2024 došlo ke spojení s ženskou složkou klubu Black Angels.
Mužský tým hraje od sezóny 2023/2024 Regionální ligu mužů (tedy pátou nejvyšší soutěž). Tým dvakrát působil ve třetí nejvyšší soutěži (2. lize a později Národní lize), a to v sezónách 2012/2013 až 2014/2015 a v jedné sezóně 2022/2023.

## Ženský tým

### Sezóny
| Sezóna    | Úroveň | Soutěž              | Umístění | Poznámka                                                             |
| --------- | ------ | ------------------- | -------- | -------------------------------------------------------------------- |
| 2018/2019 | 3      | 2. liga (skupina 3) |          | Postup do vyšší ligy                                                 |
| 2019/2020 | 2      | 1. liga (Západ)     |          | Vypadnutí v osmifinále play-off proti SK Bivojky Litvínov            |
| 2020/2021 | 2      | 1. liga (Západ)     |          | Sezóna ukončena po neúplných šesti odehraných kolech základní části. |
| 2021/2022 | 2      | 1. liga (Západ)     |          | Vypadnutí v semifinále play-off proti Black Angels                   |
| 2022/2023 | 2      | 1. liga (Západ)     |          | Vypadnutí v semifinále play-off proti K1 Florbal Židenice            |
| 2023/2024 | 2      | 1. liga (Západ)     |          | Vypadnutí v osmifinále play-off proti MITEL Florbalová akademie MB   |
| 2024/2025 | 2      | 1. liga (Západ)     |          | Vypadnutí v semifinále play-off proti Orel Rtyně v Podkrkonoší       |

### Známé trenérky
- Anet Jarolímová (od 2024)

## Mužský tým

### Sezóny
| Sezóna                                                            | Úroveň | Soutěž       | Umístění | Poznámka |
| ----------------------------------------------------------------- | ------ | ------------ | -------- | --- |
| Do sezóny 2016/2017 obsahuje tabulka sezóny týmu Athletics Praha. |        |              |          | |
| 2011/2012                                                         | 4      | 3. liga      |          | Postup do vyšší ligy |
| 2012/2013                                                         | 3      | 2. liga      |          | [ 13 ] |
| 2013/2014                                                         | 3      | 2. liga      |          | Postup ze sedmého místa v Divizi II do nově vzniklé Národní ligy                                                         |
| 2014/2015                                                         | 3      | Národní liga |          | Prohra v 2. kole play-down proti FBC DDM Kati Kadaň – Sestup do nižší ligy                                               |
| V sezónách 2015/2016 až 2021/2022 hrál tým Divizi.                |        |              |          | |
| 2021/2022                                                         | 4      | Divize       |          | Výhra v 2. kole play-up proti FBC DDM Kati Kadaň – Postup do vyšší ligy                                                  |
| 2022/2023                                                         | 3      | Národní liga |          | Prohra v baráži proti Florbal TJ Kobylisy – Sestup do nižší ligy – Tým se v další sezóně přihlásil až do Regionální ligy |
| Tým hraje od sezóny 2023/2024 regionální soutěže.                 |        |              |          | |